# Linden, Alabama
Linden är administrativ huvudort i Marengo County i Alabama. Vid 2020 års folkräkning hade Linden 1 930 invånare.

## Kända personer från Linden
- Ralph Abernathy, medborgarrättskämpe